# Panorpa communis
Panorpa communis, també coneguda com a mosca escorpí (si bé aquest nom comú inclou a la majoria d'espècies del gènere Panorpa), és un mecòpter de la família Panorpidae. El seu nom comú prové dels últims segments de l'abdomen del mascle, que recorden la cua d'un escorpí, però que utilitzen durant l'aparellament per subjectar les femelles. Tot i així, és un animal inofensiu per als humans.

## Característiques
És un insecte holometàbol i univoltí, quan és adult mesura uns 30 mm d'envergadura, té el cap fosc i allargat, i les seves ales estan fortament tacades de marró. Son mals voladors i normalment prefereixen caminar.
És fàcil confondre'l amb Panorpa meridionalis, l'espècie més comú i amb distribució més àmplia a la península Ibèrica. Les diferències principals rauen en el color del cap i en la taca basal de les ales anteriors, que és molt reduïda en Panorpa communis.

## Història natural
L'oviposició té lloc al sòl i les larves i la pupa es desenvolupen en aquest ambient. Les larves semblen erugues i acostumen a amidar uns 20 mm. S'alimenta principalment d'animals morts o debilitats (que de vegades treu de les teranyines) i de dejeccions d'ocells, si bé també pot menjar alguns animals vius, com pugons. Panorpa communis s'acostuma a trobar en llocs ombrívols i humits, i se sol relacionar amb les ortigues i tanques vegetals. Els adults es poden veure entre els mesos de juny i agost, en alçades de fins a 1900 metres.

## Distribució
És una espècie habitual a Europa i al Nord d'Àsia. És comú als Països Catalans i al terç nord de la península Ibèrica.